# Trofeo Laigueglia 1976
Il Trofeo Laigueglia 1976, tredicesima edizione della corsa, si svolse il 20 febbraio 1976. La vittoria fu appannaggio dell'italiano Franco Bitossi precedendo il connazionale Gianbattista Baronchelli e il belga Joseph Borguet.
I corridori che presero il via da Laigueglia furono 111, mentre coloro che portarono a termine il percorso sul medesimo traguardo furono 75.

## Ordine d'arrivo (Top 10)
| Pos. | Corridore                | Squadra            | Tempo |
| ---- | ------------------------ | ------------------ | ----- |
| 1    | Franco Bitossi           | Zonca-Santini      | ?     |
| 2    | Gianbattista Baronchelli | Scic               | s.t.  |
| 3    | Joseph Borguet           | Molteni            | s.t.  |
| 4    | Luciano Rossignoli       | Sanson-Benotto     | s.t.  |
| 5    | Bruce Biddle             | Cuneo-Bonetto      | s.t.  |
| 6    | Antoon Houbrechts        | Bianchi-Campagnolo | s.t.  |
| 7    | Gary Clively             | Magniflex-Torpado  | s.t.  |
| 8    | Walter Riccomi           | Scic               | s.t.  |
| 9    | Giuseppe Perletto        | Magniflex-Torpado  | s.t.  |
| 10   | Remo Rocchia             | Cuneo-Bonetto      | s.t.  |